# Claude Pelletier-Pigot
Pour les articles homonymes, voir Pigot.
Claude Pelletier-Pigot, née le 3 novembre 1932 à Versailles et morte le 2 avril 2008 à Crest, est une artiste peintre et graveur française.

## Biographie
Formée à Paris à l'atelier de Met-de-Penninghen (académie Julian), puis aux Métiers d'Art avec Darnat, elle choisit finalement la peinture. En 1956, elle part pour l'Afrique où elle et expose pour la première fois à Dakar (Sénégal). Elle y enseigne également les arts plastiques à Abidjan (Côte d'Ivoire). Ces quatre années africaines laissent leur empreinte sur son travail.
En 1964, elle rencontre Stanley Hayter avec qui elle travaille sur des techniques de gravure à l'Atelier 17 à Paris pendant six ans. Cette rencontre a une influence décisive sur la suite et le sens de son œuvre. Celle-ci peut être définie comme la recherche de la synthèse entre l'abstraction lyrique et géométrique des années 1950 et le figuratif contemporain.
C'est au cours d'années d'isolement volontaire depuis 1970 dans un village de la Drôme (où elle ouvrit un atelier de gravure) et à la suite d'un séjour en Inde en 1982, que la recherche de Claude Pigot acquiert sa force et murit finalement dans son propre symbolisme.
En 1987, elle part à New York. Elle travaille au Printmaking Workshop de Robert Blackburn, ancien élève de S. W. Hayter et meneur de la gravure new-yorkaise. Elle enseigne également dans une école pour enfants noirs défavorisés de Harlem, The Children's Storefront. Elle retourne en France 2000, 13 ans plus tard. Elle continue de créer jusqu'à environ un an avant sa mort.
Ses fils ont créé un site regroupant une sélection de 300 de ses œuvres triées en périodes et styles : Afrique, France, Inde, Amérique et d'autres encore.

## Sélection d'expositions et distinctions
- Centre Culturel - Dakar,
- Biennale de Bordeaux,
- International Print Biennale, Bradford (GB),
- Centre International d'Art Contemporain - Paris,
- Madison-Wisconsin University Art Center (USA),
- Prix de gravure à la 3e Biennale de Bordeaux.

## Source
Texte (en sa version du 6 juin 2009) tiré du site de l'artiste dont ses fils sont les auteurs.